# بازيلاء بيضاء
بازيلاء بيضاء أو ملبار أو بازلي (الاسم العلمي: Basella alba)، نوع من البازيلة الزراعية البقلية، تُزرع لأوراقها الصالحة للأكل. تستعمل استعمال السبانخ. والبازيلة جنس نباتات عشبية من فصيلة البازيليات. ثمارها عنبية سوداء اللون، قرمزية العصارة المستعملة في بعض العلاجات الطبية أخصها الجلدية. أوراقها مأكولة تُستعمل استعمال السبانخ.